# Stróża (Mietków)

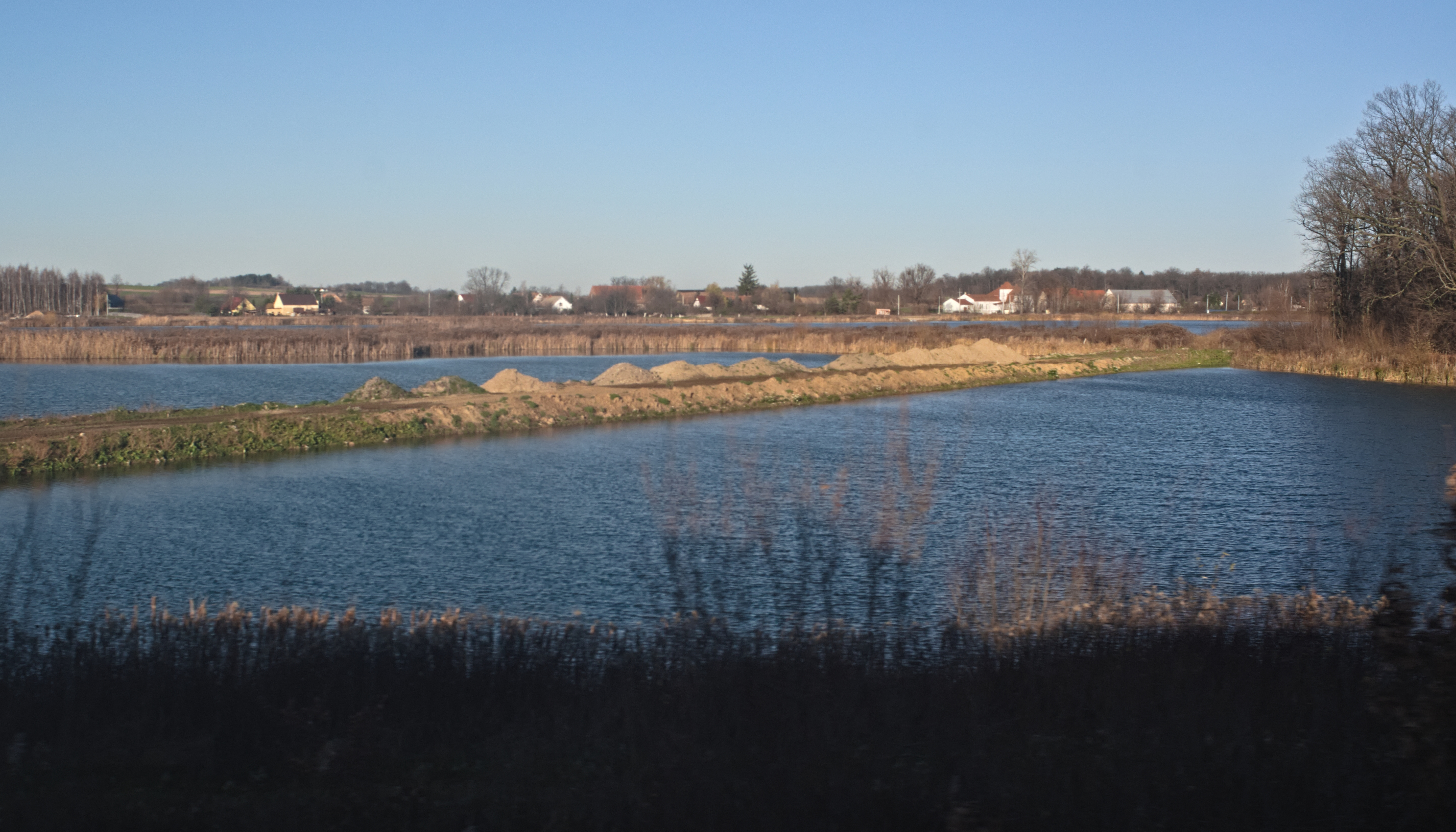
Stróża

Stróża (deutsch Struse, auch Strause) ist ein Dorf in der Landgemeinde Mietków (Mettkau) im Powiat Wrocławski in der polnischen Woiwodschaft Niederschlesien.

## Lage
Die Ortschaft liegt etwa 3 km nordöstlich von Mietków (Mettkau) und 29 km südwestlich von Breslau.

## Geschichte
Das Dorf wurde 1254 erstmals erwähnt. Struse diente offenbar im Mittelalter als Burgwache, die für die Einwohner auf der nahen herzoglichen Burg in Fürstenau zu leisten war. 1336 belehnte Herzog Bulko den Heinrich von Lübenow mit dem Dorfe Stroza. 1353 besaß Stroza zehn große Hufen von den 3 1/2 durch den Bauer Albert verkauft wurden. Nach dem Ersten Schlesischen Krieg fiel Struse 1741/42 mit dem größten Teil Schlesiens an Preußen. Die alten Verwaltungsstrukturen wurden aufgelöst und Struse in den Kreis Neumarkt eingegliedert. Struse bestand aus folgenden Anteilen:
- Nieder-Struse wies man 1666 mit mehr als zwölf Hufen aus. Es gehörte Mitte des 19. Jahrhunderts den Herren von Seidlitz. Das Dominium zinste dem königlichen Rentamt in  Neumarkt. 1848 zählte der Anteil 24 Häuser, ein herrschaftlicher Hof und 199 Einwohner (davon 14 katholisch und der Rest evangelisch). Evangelisch war Nieder-Struse nach Groß-Peterwitz und katholisch nach Ober-Struse gepfarrt. Zum Anteil gehörte das Vorwerk Schmachtenhain.

- Ober-Struse gehörte Mitte des 19. Jahrhunderts den Grafen Arthur, Anton und Hugo von Saurma. Das Dominium zinste dem königlichen Rentamt in Neumarkt. 1845 zählte der Anteil 57 Häuser, ein herrschaftliches Vorwerk, 355 Einwohner (davon 67 katholisch und der Rest evangelisch), eine um 1800 gegründete evangelische Schule, dabei eingeschult Lorzendorf und Nieder-Struse, eine katholische Filialkirche von Groß-Peterwitz unter dem Patronat der Grundherrschaft, ein Widum, eine Wassermühle mit zwei Einwohnern, acht Leinwebstühle, vier Handwerker und Händler. Ober-Struse war evangelisch seit 1830 nach Fürstenau gepfarrt.[1]

1932 wechselten die Landgemeinden Nieder Struse und Ober Struse in den Landkreis Breslau. Als Folge des Zweiten Weltkriegs fiel Struse 1945 an Polen und wurde in Stróża umbenannt. Die deutsche Bevölkerung wurde vertrieben. Die neu angesiedelten Bewohner waren zum Teil Vertriebene aus Ostpolen.  